# Batman (série télévisée d'animation, 2004)
Pour les articles homonymes, voir Batman (homonymie).
Batman (anglais : The Batman) est une série télévisée d'animation américaine créée par Duane Capizzi et Michael Goguen, diffusée entre le 11 septembre 2004 et le 8 mars 2008 dans le bloc de programmation Kids' WB.

## Synopsis
Depuis trois ans, les criminels de Gotham City sont confrontés à un mystérieux justicier masqué connu sous le nom de « Batman ». Ce personnage est le grand rêve des honnêtes citoyens, et le pire cauchemar des malfaiteurs.

## Distribution
- Rino Romano (VF : Adrien Antoine) : Bruce Wayne / Batman
- Alastair Duncan (VF : Jacques Ciron) : Alfred Pennyworth
- Evan Sabara (en) (VF : Alexis Tomassian) : Dick Grayson / Robin
- Danielle Judovits (fi) (VF : Chantal Baroin) : Barbara Gordon / Batgirl
- Mitch Pileggi (VF : Jean-Claude Sachot) : Commissaire James Gordon
- Ming-Na (VF : Barbara Beretta) : l'inspecteur Ellen Yin
- Steve Harris (VF : Gilles Morvan) : l'inspecteur Ethan Bennett / Clayface (Gueule d'Argile)
- Kevin Michael Richardson (VF : Pierre Hatet) : le Joker
- Tom Kenny (VF : Philippe Peythieu) : le Pingouin
- Clancy Brown (VF : Jean-Claude Sachot) : Mr. Freeze
- Gina Gershon (VF : Emmanuèle Bondeville) : Catwoman
- Frank Gorshin puis Richard Green (en) (VF : Jean-Claude Sachot) : Hugo Strange
- Jason Marsden (VF : Christophe Lemoine) : Firefly (Pyrovol en français)
- Ron Perlman (VF : Thierry Murzeau) : Killer Croc
- Robert Englund (VF : Patrick Préjean) : l'Homme-mystère
- Peter MacNicol (VF : Michel Prud'homme) : Kirk Langstrom / Man-Bat
- Dan Castellaneta (VF : Marc Perez / Bernard Alane) : Le Ventriloque / Scarface
- Piera Coppola (en) (VF : Edwige Lemoine) : Poison Ivy (DC Comics)
- James Remar (VF : Thierry Murzeau) : Black Mask
- Joaquim de Almeida puis Ron Perlman (VF : Thierry Murzeau puis Pascal Massix) : Bane
- Hynden Walch (VF : Edwige Lemoine) : Harley Quinn
- George Newbern (VF : Emmanuel Garijo) : Clark Kent / Superman
- Dorian Harewood (VF : Thierry Wermuth) : J'onn J'onzz / Martian Manhunter
- Charlie Schlatter (VF : Christophe Lemoine) : Flash
- Chris Hardwick (VF : Michel Vigné) : Green Arrow
- Dermot Mulroney (VF : Michel Vigné) : Green Lantern
- Robert Patrick (VF : Nicolas Marié) : Hawkman
- Edward James Olmos puis Jesse Corti (VF : Thierry Murzeau) : le chef Angel Rojas
- Adam West (VF : Bernard Tiphaine) : le maire Marion Grange
- Patrick Warburton (VF : Marc Alfos) : l'inspecteur Cash Tankerson
- Louis Gossett Jr. (VF : Patrick Borg puis Thierry Murzeau) : Lucius Fox

## Épisodes
La série est d'abord diffusée aux États-Unis entre le 11 septembre 2004 et le 8 mars 2008 dans le bloc de programmation Kids' WB. En France, elle est diffusée à partir de septembre 2005 sur France 3, puis sur France 4.

## Production
La série se consacre aux jeunes années du défenseur de Gotham et aux premières rencontres qu'il fera avec ses ennemis qui deviendront mythiques comme le Joker, Mr Freeze, le Pingouin, Catwoman, etc. On note[style à revoir] la présence d'ennemis peu développés auparavant, tels Firefly et Hugo Strange, tandis que les membres principaux de la police sont Ellen Yin et Ethan Bennett jusqu'à l'arrivée de James Gordon à la fin de la saison 2.
Outre l'ambiance et l'apparence des protagonistes totalement nouvelles, cette série ne se veut en aucun cas en relation avec les séries animées précédentes. De plus, alors que les séries animées des années 1990 (Batman de 1992 et Batman de 1997) possédaient plusieurs niveaux de lecture les destinant à la fois à un public jeune et adulte, cette nouvelle série cible presque essentiellement le jeune public (bien que le langage de la série soit assez sophistiqué par moments).
Contrairement à la version originale, les acteurs prêtant leur voix aux personnages dans la version française étaient pour la plupart déjà présents pour la série animée de 1992 et celle de 1997 ; il est cependant à noter que Bruce Wayne/Batman n'est plus ici doublé par Richard Darbois mais par Adrien Antoine, par ailleurs, il s’agit de la dernière série animée sur Batman dans laquelle le Joker est doublé par Pierre Hatet, le personnage est repris par la suite, dans les autres séries animées, par Xavier Fagnon, puis par Stéphane Ronchewski. Notons également que certains personnages tels que Gueule d'argile et Pyrovol ont gardé leur nom anglais dans la version française pour s'appeler respectivement « Clayface » et « Firefly », alors que leur nom français était utilisé dans la série animée de 1997.

## Produits dérivés

### Film d'animation
- Batman contre Dracula

### Bandes dessinées
Une série de comics dérivée de la série, intitulée The Batman Strikes!, a été éditée par DC Comics. La collection compte 50 numéros, publiés entre novembre 2004 et décembre 2008.
En France, environ la moitié de la série a été publiée dans le Batman Mag. Trois recueils ont également été publiés par les éditions Panini dans la collection Panini Kids.

### DVD
Aux États-Unis, l'intégrale de la série est disponible au travers d'un coffret par saison (soit cinq coffrets). Seules trois saisons comportent une piste audio française.
En France, l'intégrale de la série est sortie en Blu-ray le 2 mars 2022.